# Партизанські злочини у Грачанах
Партизанські злочини у Грачанах (хорв. Partizanski zločini u Gračanima) — масова різанина, вчинена югославськими партизанами Тіто у період з 10 травня до кінця травня 1945 у тодішньому передмісті Загреба Грачани біля підніжжя Загребської гори.
У серпні 2019 р. в Грачанах здійснено поховання останків 294 дотепер ексгумованих жертв. У церемонії взяли участь Президент Республіки Хорватія Колінда Грабар-Китарович, спікер хорватського парламенту Гордан Яндрокович, міністр хорватських ветеранів Томо Медвед і мер Загреба Мілан Бандич. Міністр Медвед особливо відзначив той факт, що серед донині розкопаних жертв були 63 неповнолітні, в тому числі 16 дітей до 14 років.

## Подробиці
Після закінчення Другої світової війни югославські комуністи без суду і слідства ліквідували масу так званих «ворогів народу» (мирних жителів та полонених хорватських і німецьких вояків). Вважається, що кількість жертв на території Грачан і прилеглих Шестин становить кілька тисяч.
До масових розстрілів була причетна 6-а Ліцька пролетарська дивізія ім. Ніколи Тесли під командуванням генерала Джоко Йованича (нагородженого найвищим державним орденом Народного героя 20 грудня 1951 року), а також добровольці з Загреба, які забажали докласти рук до комуністичного злочину. Страти тривали аж до початку червня 1945 року, коли 6-а дивізія покинула село.
Жертв убивали відразу за селом, біля входу у природний парк Медведниця. Деякі з місць поховання жертв після закінчення комуністичного правління було означено. За словами очевидців, жертви привозилися зі збірних пунктів, тюрем і таборів у Загребі, пішки, групами або колонами. Серед жертв були чоловіки і жінки, деякі з них були обв'язані дротом. Частину жертв убито холодною зброєю, частину — розстріляно. За твердженням санітарного інспектора Мирослава Харамії, який для «народної влади» очищав ліс, повний непохованих трупів, що несли загрозу зараження, опісля десятиліттями приховуючи примірник свого звіту, що охоронявся як державна таємниця: «Жертви були жахливо понівечені. Місця загибелі були моторошно заповнені розчленованими і знівеченими голими людськими тілами. Голови були відрубані або розколені сокирами, були з перерізаними горлянками, відрізаними кінцівками, статевими органами і грудьми. У більшості жертв були живцем витягнуті внутрішні органи, здебільша серця, печінки і матки.»
Управління з пошуку, впорядкування і утримання могил жертв комуністичних злочинів після Другої світової війни почало в жовтні 2012 року перші розкопи. З нагоди початку цих обстежень управління сповістило громадськість, що у великій пригоді стане повідомлення місцевого інспектора медико-санітарної служби Мирослава Харамії, який за підмоги понад шестиста жителів Грачан і довколишніх сіл організував поховання (за межами кладовища у 17 безіменних могилах, місце розташування яких пізніше тримали в таємниці) 783 жертв, які комуністичні кати залишили непохованими.
У жовтні 2012 року ексгумовано перші з численних поховань у Грачанах. У замаскованій ямі на Кривичевому пагорбі було знайдено останки 30 неповнолітніх жертв. Підтверджено, що вони належать учням Домобранської школи, які тоді мали по 16-17 років. Руки у всіх були зв'язані дротом, і було видно, що їх було застрелено. У травні 2015 року в Грачанах відкрито меморіал «Грачани—Баня-Лука» на спомин про 134 жертви комуністичного режиму, вбиті в травні 1945 року на обстежених ділянках «Баня-Лука», «Злодієв-Брег» і «Пещенка» у межах території Грачан. Пам'ятник відкрили, крім голови столичного району Подслєме Крешимира Компесака, міністр ветеранів Предраг Матич, що представляв прем'єр-міністра Хорватії, у присутності голови хорватського парламенту Йосипа Леко та представників мера Загреба і президента Хорватії. Андрія Хебранг, який представляв президента Хорватії, зауважив, що розслідування злочинів комуністичного режиму занадто довго придушувалося різними способами, і привітав мужність місцевих жителів гідним чином відзначити місце мук і страждань у їхній місцевості.